# Aeroportul Kamphaeng Saen
Aeroportul Kamphaeng Saen (IATA: KDT, ICAO: VTBK) este un aeroport din Thailanda.
aeroportul dispune de o singură pistă.